# Jelani McCoy
Pour les articles homonymes, voir McCoy.
Jelani McCoy, né le 6 décembre 1977 à Oakland en Californie, est un joueur américain de basket-ball. Il évolue durant sa carrière au poste de pivot.

## Palmarès
- Champion NBA 2002